# 藤岡喜愛
藤岡 喜愛（ふじおか　よしなる、1924年9月5日-1991年12月22日）は、日本の人類学者。専攻は精神人類学。

## 経歴
大阪生まれ。1947年（昭和22年）京都大学理学部植物学科卒業。今西錦司に学ぶ。
1949年（昭和24年）大阪市立大学助手、1951年（昭和26年）京大人文科学研究所助手、
1957年（昭和32年）以降、タイ王国、トンガ、タンザニア、フランスなどで人類学的調査に従事する。
1963年（昭和38年）から1971年（昭和46年）まで京大付属病院精神神経科助手、1967年（昭和42年）「ロールシャッハ・テストにおける側頭葉てんかんの特徴」で京大医学博士。1968年（昭和43年）医学書院総合医学賞受賞、1972年（昭和47年）兵庫県立医科大学助教授。
1973年（昭和48年）愛媛大学教養部教授、1974年（昭和49年）『イメージと人間』で毎日出版文化賞受賞。1981年（昭和56年）甲南大学文学部教授、1990年（平成2年）退職し、大手前女子大学教授在任中に死去。精神医学と人類学を一つにした精神人類学を唱えた。

## 著書（共著も含む）
- ロールシャハ反応集 日本農山村男性世帯主の場合 京都大学人文科学研究所 1959
- ロールシャハ・テストによるパーソナリティーの調査 第4 京都大学人文科学研究所 1970
- 人間を考える 対談集 社会思想社 1973
- 人間を考える. 続 社会思想社 1974
- イメージと人間 精神人類学の視野 日本放送出版会 1974 (NHKブックス)
- からだ 対談 弘文堂 1974 (ふおるく叢書)
- 分子から精神へ 紋様形成と酔能 柴谷篤弘 朝日出版社 1980.3 (エピステーメー叢書)
- イメージ その全体像を考える 日本放送出版協会 1983.2 (NHKブックス)
- 気・イメージ・身体 気功と人間の潜在力 津村喬共著 アニマ2001 1991.6
- イメージの旅(遺稿集) 日本評論社 1993.2